# Favorinus branchialis
Favorinus branchialis är en snäckart som först beskrevs av Martin Heinrich Rathke 1806. Enligt Catalogue of Life ingår Favorinus branchialis i släktet Favorinus och familjen Facelinidae, men enligt Dyntaxa är tillhörigheten istället släktet Favorinus och familjen Favorinidae. Arten är reproducerande i Sverige. Inga underarter finns listade i Catalogue of Life.

## Bildgalleri

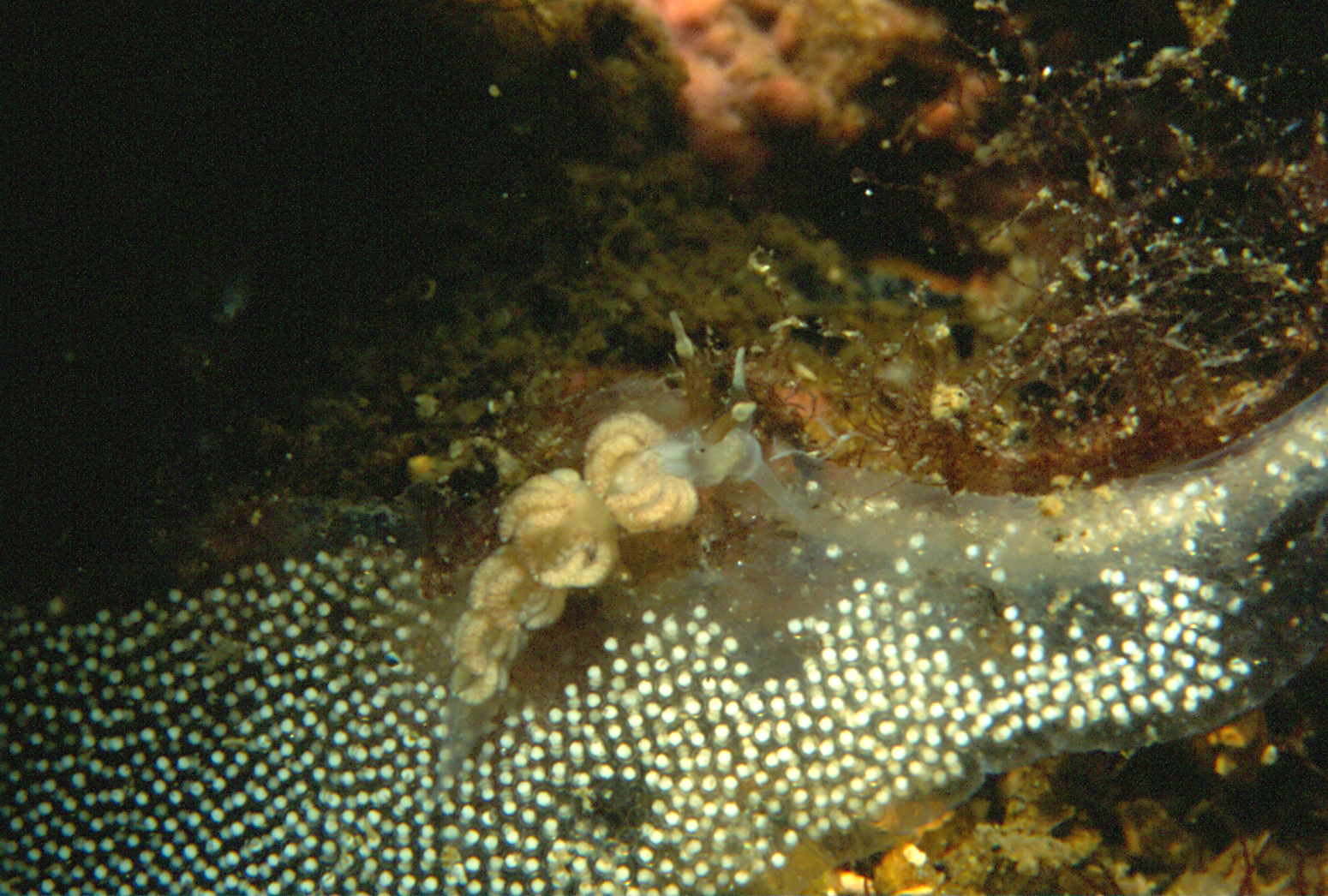
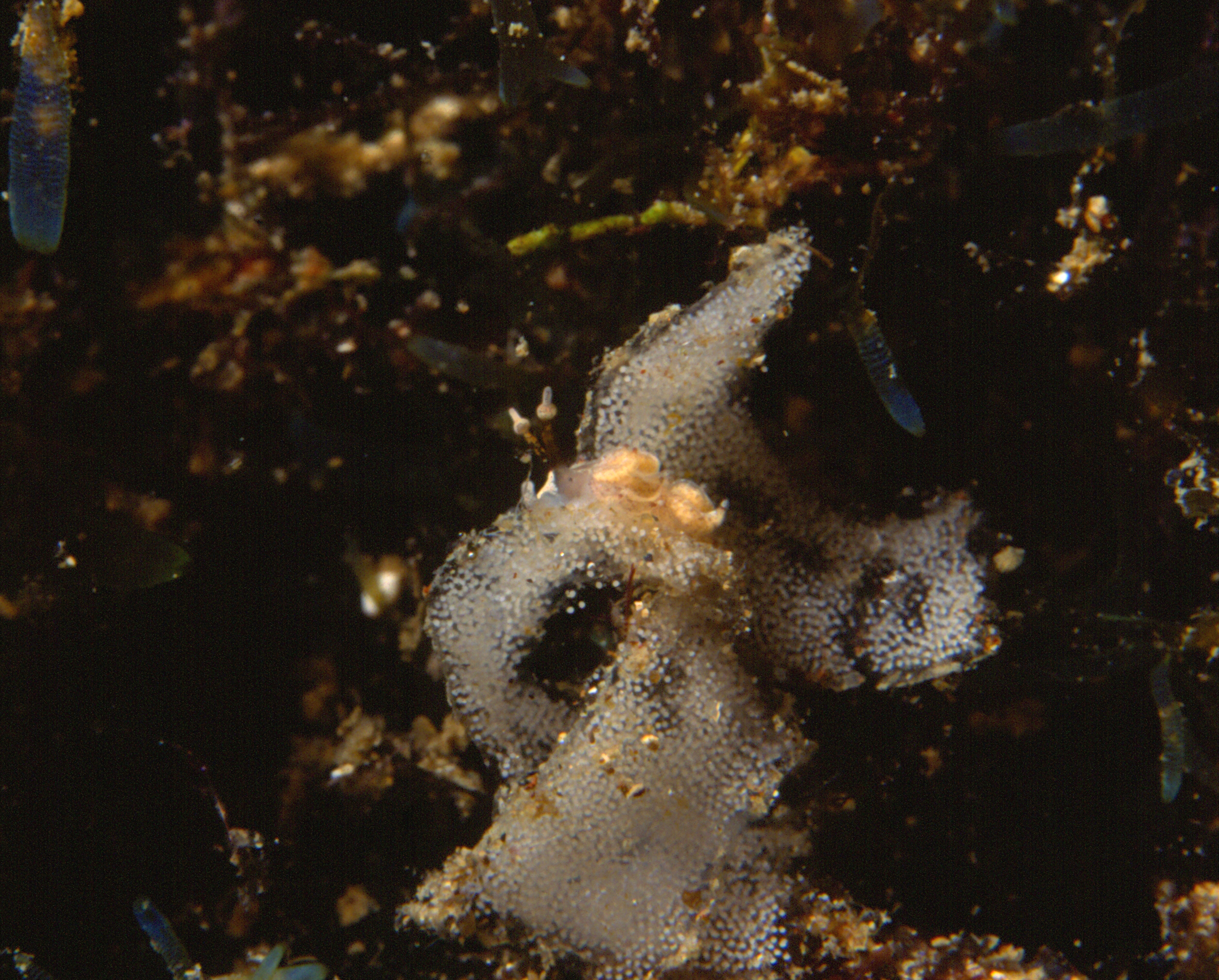
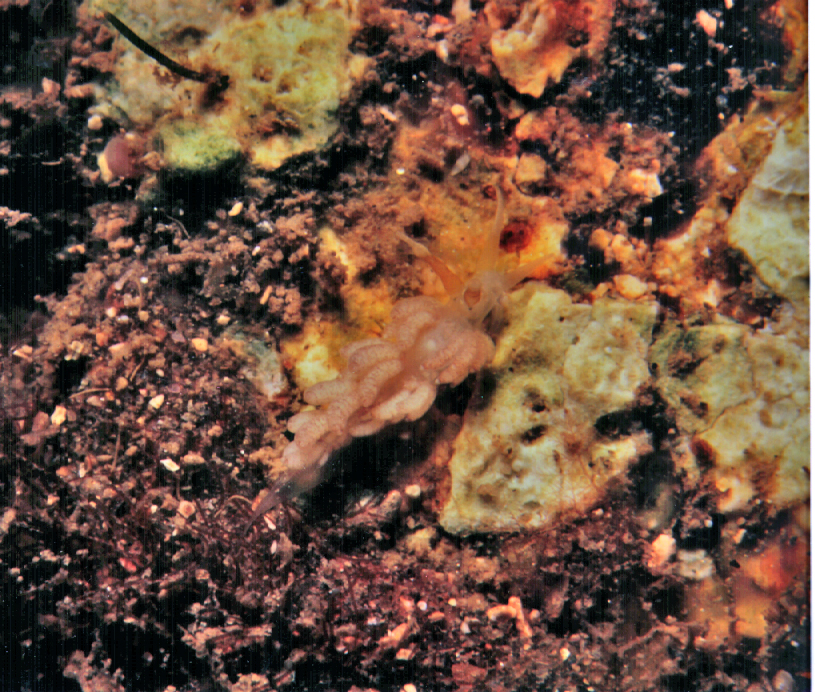